# جوزف اندرسون
جوزف اندرسون (به انگلیسی: Joseph Anderson) سناتور سابق عضو حزب دموکرات-جمهوری‌خواه بود. وی در سال ۱۷۹۷ تا ۱۸۱۵ میلادی سناتور ایالت تنسی در سنای ایالات متحده آمریکا بود.